# Blowin' Your Mind!
Blowin' Your Mind! es el primer álbum de estudio del músico norirlandés Van Morrison, publicado por la compañía discográfica Bang Records en septiembre de 1967. El álbum incluye uno de los mayores éxitos del músico, «Brown Eyed Girl», y fue incluido en la lista de los cuarenta álbumes esenciales de 1967, elaborada por la revista musical Rolling Stone.

## Historia
Van Morrison no considera Blowin' Your Mind! como un álbum, tal y como ha relatado en diversas entrevistas, sino como una compilación hecha por Bert Berns sin su consentimiento. Pocos meses antes, Morrison había firmado un contrato en el que había cedido virtualmente el control de todo el material que grababa a Bang Records. Las canciones fueron grabadas en marzo de 1967 y fueron planeadas para publicarse en cuatro sencillos por separado. La portada del álbum se convirtió notoriamente en un ejemplo de mal gusto, incluyendo una fotografía de un Morrison sudoroso mirando a través y rodeado de un cartón marrón con ondulaciones. Greil Marcus lo definió como un diseño "monstruosamente ofensivo, super psicodélico, muy lejos de la visión de un diseño". Su mujer, Janet Planet, dijo: "Nunca ha estado, y nunca estará aprovechando un uso psicodélico. No quiere saber nada de eso, nada con ninguna droga o algo así". Por otra parte, Morrison comentó: "Me llamaron diciendo que iban a sacar un álbum y que esa era la portada. Vi la portada y casi la tiro, ya sabes". Más tarde, tras la muerte de Berns, Morrison expresó su disgusto por una canción sin sentido que incluyó dentro de las obligatorias sesiones de grabación, titulada "Blow In Your Nose" y que contenía los versos: «We put an album together, we're releasing it next week, it's a gorgeous album cover, you should see it, it's groovy» (en español: «Sacamos un álbum juntos, lo publicaremos la próxima semana, tiene una magnífica cubierta, deberías verlo, es estupendo»).

## Lista de canciones
Todas las canciones escritas y compuestas por Van Morrison excepto donde se anota. 
| Cara A |                          |          |  |
| N.º    | Título                   | Duración |  |
| 1.     | «Brown Eyed Girl»        | 3:03     |  |
| 2.     | «He Ain't Give You None» | 5:13     |  |
| 3.     | «T.B. Sheets»            | 9:44     |  |

| Cara B |                                                         |          |  |
| N.º    | Título                                                  | Duración |  |
| 1.     | «Spanish Rose»                                          | 3:06     |  |
| 2.     | «Goodbye Baby (Baby Goodbye)» (Wes Farrell, Bert Berns) | 2:57     |  |
| 3.     | «Ro Ro Rosey»                                           | 3:03     |  |
| 4.     | «Who Drove the Red Sports Car?»                         | 5:35     |  |
| 5.     | «Midnight Special» (Tradicional)                        | 2:51     |  |

| Temas extra (reedición de 1994) |                                                  |          |  |
| N.º                             | Título                                           | Duración |  |
| 1.                              | «Spanish Rose»                                   | 3:38     |  |
| 2.                              | «Ro Ro Rosey»                                    | 3:09     |  |
| 3.                              | «Goodbye Baby (Baby Goodbye)» (Farrell, Russell) | 2:39     |  |
| 4.                              | «Who Drove the Red Sports Car?»                  | 3:49     |  |
| 5.                              | «Midnight Special» (Tradicional)                 | 2:46     |  |

## Personal
- Vic Anesini: masterización
- Brooks Arthur: ingeniero de sonido
- Bert Berns: productor musical
- Adam Block: director del proyecto
- Bob Irwin: productor de reedición
- John Jackson: director del proyecto
- Garry Sherman: supervisor musical

## Posición en listas
| País           | Lista         | Posición |
| -------------- | ------------- | -------- |
| Estados Unidos | Billboard 200 | 182      |

| Sencillo          | País           | Lista             | Posición |
| ----------------- | -------------- | ----------------- | -------- |
| «Brown Eyed Girl» | Estados Unidos | Billboard Hot 100 | 10       |